# Most Ljubavi
Le Most Ljubavi, terme serbe signifiant littéralement « Pont de l'Amour », est une passerelle pour piétons située à Vrnjacka Banja, en Serbie. Il doit son nom aux cadenas d'amour qui sont attachés à ses garde-corps. C'est là que la tradition des cadenas d'amour serait née.

## Histoire

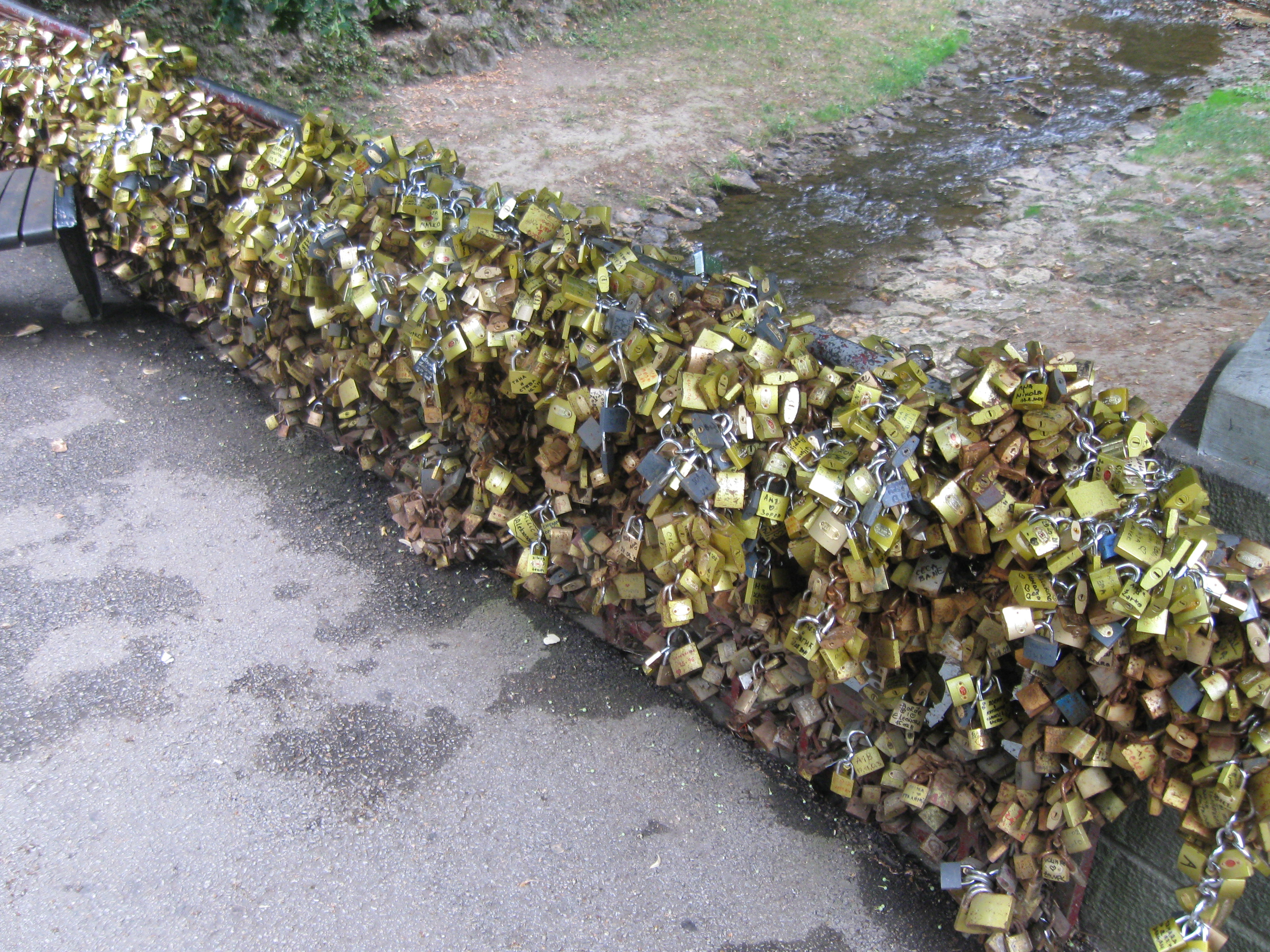
Un des garde-corps du pont où sont accrochés des cadenas.

La tradition qui consiste à attacher des cadenas d'amour aux garde-corps du pont remonte à la Première Guerre mondiale,. Elle est restée peu connue jusqu'à sa description dans le poème Molitva za ljubav (prière pour l'amour) de la célèbre poétesse serbe Desanka Maksimovic pendant la deuxième moitié du XXe siècle,.